# Crisilla senegalensis
Crisilla senegalensis is een slakkensoort uit de familie van de Rissoidae. De wetenschappelijke naam van de soort is voor het eerst geldig gepubliceerd in 2006 door Rolán & Hernández.